# Archetype
Archetype è il quinto album in studio della band, Industrial metal Fear Factory, pubblicato il 19 aprile 2004.

## Il disco
Il primo album della band californiana senza l'originale chitarrista Dino Cazares, sostituito alla chitarra dal bassista Wolbers, che cederà il posto di bassista a Byron Stroud.
Lo stile musicale ha visto il ritorno a quello dei primi album (Soul of a New Machine e Demanufacture), ne è seguito l'abbandono delle sonorità Alternative metal presenti in Obsolete e Digimortal per il ritorno al thrash/death metal.

## Tracce
1. Slave Labor – 3:53 (Herrera, Wolbers)
2. Cyberwaste – 3:17 (Herrera, Wolbers)
3. Act of God – 5:08 (Herrera, Wolbers)
4. Drones – 5:02 (Herrera, Wolbers)
5. Archetype – 4:35 (Herrera, Wolbers)
6. Corporate Cloning – 4:24 (Herrera, Wolbers)
7. Bite The Hand That Bleeds – 4:08 (Herrera, Wolbers)
8. Undercurrent – 4:04 (Herrera, Wolbers)
9. Default Judgement – 5:24 (Herrera, Wolbers)
10. Bonescraper – 4:12 (Herrera, Wolbers)
11. Human Shields – 5:15 (Herrera, Wolbers)
12. Ascension – 7:05 (Fear Factory, Rhys Fulber)
13. School – 2:38 (Cobain; cover dei Nirvana)

## Formazione
- Burton C. Bell - voce
- Christian Olde Wolbers - chitarra, basso
- Byron Stroud - basso
- Raymond Herrera - batteria